# Intelligent (Raske Penge-sang)
Intelligent er en sang af sangeren Raske Penge. Sangen blev udgivet og indspillet i 2012.
"Intelligent" blev udgivet på den digitale EP og 12" vinyl "Original" som en opfølger til radiohittet "Rundt". "Intelligent" opnåede mere end 800 hundrede afspilninger i DR, og videoen udgivet på YouTube har pr. 25. juli 2014 opnået 2,2 mio. hits. DR betegnede sangen som et af de største hits på P6 i foråret 2012.
"Intelligent" er tillige udgivet på opsamlingsalbummet Danske Dancehall Tunes 2012 og blev nomineret til musikprisen Årets Steppeulv for 'Årets sang' 2012.
"Intelligent" blev certificeret Guld(streaming) d. 6. november 2013. 

## Priser og nomineringer
| År   | Nomineret værk | Pris                                                                         | Resultat  |
| ---- | -------------- | ---------------------------------------------------------------------------- | --------- |
| 2012 | Intelligent    | Årets sang - Årets Steppeulv                                                 | Nomineret |
| 2012 | Intelligent    | Årets Budskab - Sorte Får Awards Arkiveret 16. juli 2014 hos Wayback Machine | Vundet    |